# Q-Differenz
Die q-Differenz ist das q-Analogon der Ableitung. Der Begriff taucht in der Kombinatorik, der Theorie der orthogonalen Polynome und dem Quanten-Kalkül auf. 

## q-Differenz-Operator
Der q-Differenz-Operator ist das diskrete Analogon zur gewöhnlichen Ableitung und definiert als
{\displaystyle (D_{q}f)(x)={\frac {f(x)-f(qx)}{(1-q)x}}}.
Es gilt somit
{\displaystyle \lim \limits _{q\to 1^{-}}(D_{q}f)(x)=f'(x)}
und
{\displaystyle D_{q}x^{n}={\frac {1-q^{n}}{1-q}}x^{n-1}=[n]_{q}x^{n-1}}
wobei {\displaystyle [n]_{q}} das q-Analogon von {\displaystyle n} ist.

## q-Integral
Das q-Integral ist definiert als
{\displaystyle \int _{0}^{a}f(x)\mathrm {d} _{q}x:=\sum \limits _{n=0}^{\infty }\left[aq^{n}-aq^{n+1}\right]f(aq^{n})}
{\displaystyle \int _{a}^{b}f(x)\mathrm {d} _{q}x:=\int _{0}^{b}f(x)\mathrm {d} _{q}x-\int _{0}^{a}f(x)\mathrm {d} _{q}x.}

## Einzelnachweis
1. ↑  Mourad E.H. Ismail: Classical and Quantum Orthogonal Polynomials in One Variable. Hrsg.: Cambridge University Press. 2005, ISBN 978-1-107-32598-2.